# Gina G
Gina G (narozena jako Gina Mary Gardiner, 3. srpna 1970 v australském Brisbane) je australskou převážně dance-popovou zpěvačkou. Její kariéra začala v roce 1990 v Melbourne, kde začala hrát jako DJ.

## Diskografie

### Singly
- 1992 "Love The Life"
- 1996 "Ooh Aah... Just A Little Bit"
- 1996 "I Belong To You"
- 1997 "Fresh!"
- 1997 "Ti Amo"
- 1997 "Gimme Some Love"
- 1998 "Everytime I Fall"
- 2004 "Ooh Aah...Just A Little Bit"
- 2006 "Tonight's The Night"

### Alba
- 1997 Fresh!
- 1998 Gina G Remix Album
- 2003 Reborn in the USA
- 2005 Get Up & Dance (Por el momento, sólo disponible en su página oficial).